# Walter Schneiderhan
Walter Schneiderhan (*  9. April 1901 in Wien; † 21. Dezember 1978 ebenda) war ein österreichischer Geiger und Komponist.
Er wirkte als Solist und wurde 1928 zum ersten Konzertmeister beim Sender Köln berufen. 1948 wurde Schneiderhan 1. Konzertmeister der Wiener Symphoniker und übernahm 1962 eine Violinklasse am Konservatorium der Stadt Wien.
Sein jüngerer Bruder war der Violinvirtuose Wolfgang Schneiderhan.

## Rolle im Nationalsozialismus
Walter Schneiderhan trat regelmäßig mit dem Gausymphonieorchester Niederdonau auf, dem laut NSDAP-Parteizeitung Völkischer Beobachter „einzigen illegalen Tonkünstlerorchester“. Schneiderhan war nicht nur solistisch tätig, etwa bei der Uraufführung des Violinkonzerts op. 30 von Hanns Holenia (NSDAP-Mitgliedsnummer 593.168) oder im Rahmen der Kameradschaft Steirischer Künstler und Kunstfreunde, er brachte auch eigene  Werke zur Uraufführung, etwa sein Cellokonzert mit dem Solisten Richard Krotschak im großen Saal des Wiener Musikvereins. Im Mai 1948 wurde Schneiderhan durch einen Entscheid der Wiener Spruchkammer frei gesprochen und „politisch rehabilitiert“.